# Kap Dovers
Das Kap Dovers ist ein Kap vor der Küste des ostantarktischen Königin-Marie-Lands. Es liegt etwa 8 km südlich von Henderson Island an der Front des Shackleton-Schelfeises. 
Entdeckt wurde es von der Mannschaft der Westbasis der Australasiatischen Antarktisexpedition (1911–1914) unter der Leitung des australischen Polarforschers Douglas Mawson. Mawson benannte es nach seinem Kartografen George Harris Serjeant Dovers (1887–1971).